# Otto von Dewitz
Otto Herman August Carl von Dewitz (ur. 16 października 1850 w Zachow, powiat Regenwalde, zm. 12 kwietnia 1926 w Berlinie) — był niemieckim posłem, oficerem, prawnikiem administracyjnym i starostą (Landrat).

## Kariera
- W 1870 wstąpił do armii pruskiej
- Awansowany w wojsku do stopnia porucznika
- W 1878 rezygnuje z dalszej służby wojskowej
- Studiuje prawo na uniwersytecie w Bonn
- W 1880 wstępuje do pruskiej służby administracyjnej
- Pracuje dla rządu w Kolonii
- W 1881 roku powierzono mu administrację starostwa powiatowego Saarlouis
- W 1882 został mianowany starostą powiatu Prüm
- W latach 1886–1892 pracował jako starosta powiatu Oldenburg w Holsztynie.
- W 1892 rezygnuje ze służby cywilnej
- Zajmuje się administrowaniem majątków ziemskich w Zankeuz w Prusach Zachodnich, Groß-Ziethen w Brandenburgii i Alt-Pleen na Pomorzu.
- Członek Wolnej Partii Konserwatywnej
- Od 1903 reprezentował 18. okręg wyborczy w Szlezwiku-Holsztynie (Oldenburg) w Pruskiej Izbie Reprezentantów
- Był dyrektorem zarządzającym partii w Berlinie.
- Odznaczony Orderem Orła Czerwonego IV Klasy
- Odznaczony Orderem św. Jana